# 매들린 캐럴 (1996년)
매들린 캐럴(Madeline Carroll, 1996년 3월 18일 ~ )은 미국의 배우이다.

## 출연 작품

### 영화
- 산타 클로스 3: 산타의 탈출 (2006)
- 낯선 사람에게서 전화가 올 때 (2006)
- 레지던트 이블 3: 인류의 멸망 (2007)
- 스윙 보트 (2008)
- 아스트로 보이: 아톰의 귀환 (2009)
- 플립 (2010) - 줄리 베이커 역
- 스파이 넥스트 도어 (2010)
- 카페 (2011)
- 머신건 프리처 (2011)
- 파퍼씨네 펭귄들 (2011)
- 매직 오브 벨 아일 (2012)
- Destined to Ride (2018)
- 인디비저블 (2018, Indivisible)
- 아이 캔 온리 이매진 (2018)

### 텔레비전
- 콜드 케이스 (2009)